# Iácobos Argyrópoulos
Pour les articles homonymes, voir Famille Argyropoulos, Iácobos Argyrópoulos (1845-1923) et Argyropoulos.
Iácobos Argyrópoulos (grec moderne : Ιάκωβος Αργυρόπουλος ; né en 1774 et décédé en 1850) est un savant et un diplomate grec de l’Empire ottoman, qui a notamment exercé la charge de Grand Dragoman (1812-1817), sorte de ministre des Affaires étrangères. Il est également connu pour son Histoire de la Perse.

## Biographie
Issu d’une famille phanariote, Iácobos Argyrópoulos devient ministre ottoman à Berlin puis Grand Dragoman de l'Empire. Après la guerre d’indépendance grecque, il quitte ses fonctions et fuit l’Empire ottoman avec sa famille pour la Grèce libre.
Il se maria avec Marioara Soutzo. Son fils Periklís Argyrópoulos devient ensuite plusieurs fois ministre. Sa fille Sevastia Argyrópoulos a épousée Konstantínos Mános.